# Five Points (Florida)
Five Points es un lugar designado por el censo ubicado en el condado de Columbia en el estado estadounidense de Florida. En el Censo de 2010 tenía una población de 1.265 habitantes y una densidad poblacional de 194,98 personas por km².

## Geografía
Five Points se encuentra ubicado en las coordenadas 30°13′21″N 82°38′47″O / 30.22250, -82.64639. Según la Oficina del Censo de los Estados Unidos, Five Points tiene una superficie total de 6.49 km², de la cual 6.49 km² corresponden a tierra firme y (0%) 0 km² es agua.

## Demografía
Según el censo de 2010, había 1.265 personas residiendo en Five Points. La densidad de población era de 194,98 hab./km². De los 1.265 habitantes, Five Points estaba compuesto por el 75.81% blancos, el 20.4% eran afroamericanos, el 0.08% eran amerindios, el 0% eran asiáticos, el 0% eran isleños del Pacífico, el 1.5% eran de otras razas y el 2.21% pertenecían a dos o más razas. Del total de la población el 3.64% eran hispanos o latinos de cualquier raza.